# John George Woodroffe
Pour les articles homonymes, voir Woodroffe et Avalon (homonymie).
John George Woodroffe (1865-1936) est un indianiste anglais, qui a publié plusieurs ouvrages sur le tantrisme sous le nom de plume d'Arthur Avalon.

## Éléments biographiques
Il fait des études de droit à l'University College d'Oxford. Il est avocat, puis juge à la Haute Cour de Calcutta.
Il produit les première traductions et interprétations occidentales de tantras, aidé par ses études auprès d'experts bengalis, notamment Atal Behari Ghose. 
Vers la fin de sa vie, il est professeur de droit indien à l'université d'Oxford.
John Woodroffe travailla avec Lama Kazi Dawa Samdup qu'il a connu initialement quand il était l’interprète en chef attaché à S. E. Lochen Satra (1860-1923), plénipotentiaire tibétain auprès du gouvernement des Indes. Woodroffe écrivit la postface du Livre des morts tibétain traduit par Samdup et édité par Walter Evans-Wentz.

## Famille
Kathleen Taylor indique que l'épouse de Woodroffe, Ellen Elizabeth Grimson (° 1877, mariage en 1902), lui a survécu jusqu'en 1944 à Menton et que leur domicile fut pillé à deux reprises. Leur fils James (1909 - 1995) explique ainsi l'absence de toute archive familiale de même que la perte de la collection d'art accumulée par son père. Le couple a aussi eu deux filles Barbara († 1925) et Nancy († 1973).
Avant la première guerre mondiale, l'ancien haut magistrat acquiert en Normandie l'île du Château aux Andelys et la baptise Avalon,. Il signe l'un de ses écrits des Andelys de son pseudonyme Arthur Avalon, en référence à la légende arthurienne.

## Ouvrages

### En anglais (sélection)
- Mahānirvāṇa Tantra (The Tantra of the Great Liberation), 1913 [lire en ligne]
- Introduction to Tantra Śāstra, 1913 [lire en ligne]
- Hymns to the Goddess, 1913 [lire en ligne]
- Shakti and Shâkta, 1918 [lire en ligne]
- The serpent power (contient une traduction des textes Ṣaṭ-cakra-nirūpana et Pādukāpañcakam), 1919 [lire en ligne]
- The world as power, 1921 [lire en ligne]
- Hymn to Kâlî: Karpûrâdi-Stotra, 1922 [lire en ligne]
- The garland of letters; studies in the Mantra-sāstra, 1922 [lire en ligne]

### Traduits en français
- La puissance du serpent : Le tantrisme expliqué aux Occidentaux, Dervy-Livres, 2012 (1re éd. 1971), 300 p. (ISBN 978-2-84454-925-9)
- La doctrine du mantra, Éditions Orientales, 1991 (1re éd. 1979) (ISBN 978-2-86218-016-8)
- Introduction à l'Hindouisme tantrique : concepts et pratiques, Dervy-Livres, 1996 (1re éd. 1983), 220 p. (ISBN 978-2-85076-168-3)

## Étude biographique
- (en) Kathleen Taylor, Sir John Woodroffe, Tantra and Bengal : 'An Indian Soul in a European Body?', Routledge, 2012 (lire en ligne)